# Pop Style
Pop Style è un singolo del rapper canadese Drake, pubblicato il 5 aprile 2016 come terzo estratto dal suo quarto album in studio Views e in collaborazione con i rapper statunitensi Jay-Z e Kanye West, accreditati come The Throne.

## Tracce
1. One Dance (feat. Wizkid & Kyla) (Aubrey Graham, Paul Jefferies, Noah Shebib, Ayodeji Balogun)
2. Pop Style (feat. The Throne) (Aubrey Graham, Adam Feeney, Matthew Samuels, Kanye West, Noah Shebib, Rupert Thomas Jr., Shawn Carter)

## Classifiche
| Classifiche Paesi (2016) | Posizioni Raggiunte |
| ------------------------ | ------------------- |
| Australia                | 44                  |
| Canada                   | 19                  |
| Francia                  | 29                  |
| Irlanda                  | 58                  |
| Italia                   | 93                  |
| Paesi Bassi              | 73                  |
| Nuova Zelanda            | 5                   |
| Scozia                   | 31                  |
| Regno Unito              | 33                  |
| Stati Uniti              | 16                  |

Classifiche di fine anno
| Classifiche Paesi (2016) | Posizioni |
| ------------------------ | --------- |
| Canada                   | 76        |
| Stati Uniti              | 82        |